# Skrzybowo
Skrzybowo (biał. Скрыбава; ros. Скрибово) – wieś na Białorusi, w obwodzie grodzieńskim, w rejonie wołkowyskim, w sielsowiecie Roś.
W dwudziestoleciu międzywojennym wieś i folwark Skrzybowo leżały w Polsce, w województwie białostockim, w powiecie wołkowyskim, w gminie Roś.